# Mihai Neșu
Mihai Mircea Neșu (ur. 19 lutego 1983 w Oradei) – piłkarz rumuński grający na pozycji lewego obrońcy.

## Kariera klubowa
Karierę piłkarską Neșu w klubie Steaua Bukareszt. W 2001 roku trafił do kadry pierwszego zespołu, a swój debiut w pierwszej lidze rumuńskiej zanotował 21 kwietnia 2002 roku w zremisowanym 1:1 wyjazdowym meczu z Petrolulem Ploeszti. Przez okres kariery spędzony w zespole Steauy na ogół pełnił rolę rezerwowego. W 2003 i 2004 roku wywalczył dwa wicemistrzostwa Rumunii. Z kolei w 2005 i 2006 roku został ze Steauą mistrzem kraju, a także dwukrotnie z rzędu zdobył Puchar Rumunii. W latach 2007–2008 ponownie zostawał wicemistrzem rumuńskiej ekstraklasy. Sezon 2007/2008 był jego ostatnim w barwach Steauy, w której rozegrał 75 ligowych spotkań i strzelił jedną bramkę.
27 sierpnia 2008 roku Neșu podpisał kontrakt z holenderskim FC Utrecht. Suma transferu Rumuna wyniosła 1,2 miliona euro. W holenderskiej Eredivisie zadebiutował on 14 września 2008 w wyjazdowym spotkaniu z FC Groningen, przegranym przez Utrecht 1:2. W sezonie 2008/2009 był podstawowym zawodnikiem Utrechtu.
| Sezon   | Klub             | Kraj     | Rozgrywki  | Mecze | Bramki | Rozgrywki Europy   | Mecze | Bramki |
| ------- | ---------------- | -------- | ---------- | ----- | ------ | ------------------ | ----- | ------ |
| 2001/02 | Steaua Bukareszt | Rumunia  | Divizia A  | 6     | 0      | -                  | -     | -      |
| 2002/03 | Steaua Bukareszt | Rumunia  | Divizia A  | 7     | 0      | -                  | -     | -      |
| 2003/04 | Steaua Bukareszt | Rumunia  | Divizia A  | 13    | 0      | Liga Mistrzów UEFA | 3     | 0      |
| 2004/05 | Steaua Bukareszt | Rumunia  | Divizia A  | 7     | 1      | Liga Mistrzów UEFA | 1     | 0      |
| 2005/06 | Steaua Bukareszt | Rumunia  | Divizia A  | 19    | 0      | Liga Europy UEFA   | 16    | 0      |
| 2006/07 | Steaua Bukareszt | Rumunia  | Divizia A  | 10    | 0      | Liga Mistrzów UEFA | 6     | 0      |
| 2007/08 | Steaua Bukareszt | Rumunia  | Divizia A  | 21    | 0      | Liga Mistrzów UEFA | 5     | 0      |
| 2008/09 | Steaua Bukareszt | Rumunia  | Divizia A  | 3     | 0      | Liga Mistrzów UEFA | 2     | 0      |
| 2008/09 | FC Utrecht       | Holandia | Eredivisie | 29    | 1      | -                  | -     | -      |
| 2009/10 | FC Utrecht       | Holandia | Eredivisie | 24    | 0      | -                  | -     | -      |
| 2010/11 | FC Utrecht       | Holandia | Eredivisie | 28    | 1      | Liga Europy UEFA   | 12    | 0      |
| 2011/12 | FC Utrecht       | Holandia | Eredivisie | 0     | 0      | -                  | -     | -      |

Stan na: 23 sierpnia 2012 r.

## Kariera reprezentacyjna
W latach 2003–2005 Neșu rozegrał 12 spotkań w reprezentacji Rumunii U-21. W dorosłej reprezentacji zadebiutował 12 listopada 2005 roku w przegranym 1:2 towarzyskim meczu z Wybrzeżem Kości Słoniowej.